# Hôtel de préfecture de la Vienne
L'hôtel de préfecture de la Vienne est un bâtiment situé place Aristide Briand à Poitiers, en France. Il abrite les services de la préfecture du département de la Vienne.

## Localisation
L'édifice est situé dans le département français de la Vienne sur la commune de Poitiers, place Aristide Briand. Il fait face à l'Hôtel de ville, situé à l'autre bout de la rue Victor Hugo. 

## Historique
Le bâtiment date de la fin du Second Empire ; il est construit en style Louis XIII.
La préfecture est partiellement inscrite au titre des monuments historiques le 29 octobre 1975.